# Авнери, Ури
Ури Авнери (ивр. אורי אבנרי‎; 10 сентября 1923, Беккум, как Хельмут Остерман (нем. Helmut Ostermann) — 20 августа 2018, Тель-Авив) — израильский политик и журналист.

## Биография
Известен своими радикально-левыми постсионистскими и антисионистскими взглядами.
Ряд источников называют его «ветераном борьбы за мир» и «ведущим лидером израильских сил мира».
10 лет был депутатом Кнессета (1965−1969, 1969−1974 и 1979−1981). На протяжении всей своей журналисткой и политической деятельности стоял в оппозиции к израильскому политическому мейнстриму, при этом менял свою позицию от крайне правой в юности до ультралевой впоследствии.
Известен как последовательный сторонник образования Палестинского государства рядом с Израилем (выступал за эту идею с 1940-х годов) и интеграции Израиля со странами ближневосточного региона в одну федерацию. Выступал за признание Израилем Хамаса, называл Марвана Баргути «палестинским Манделой».

## Ранние годы
Родился в состоятельной немецкой еврейской семье. Его отец был банкиром и финансовым консультантом, сторонником сионистских идей. После прихода Гитлера к власти в 1933 году семья переехала в Палестину.
Сначала жили в посёлке Нахалаль, а потом в Тель-Авиве, где Авнери прожил до конца жизни. Отец, привезший с собой капитал, вскоре разорился, и семья жила в бедности. В 18 лет Хельмут Остерман принял ивритизированное имя Ури Авнери.
В 14 лет Авнери пришлось покинуть школу и начать работать техником на радио, а впоследствии секретарем у адвоката. Служа у адвоката, он познакомился с представителями еврейской подпольной организации Иргун и вступил в неё.

## Иргун и война за независимость
С 1938 по 1942 год он был членом Иргуна. Авнери вступил в подпольную организацию в возрасте 15 лет, чтобы бороться за свободу от британской оккупации, но покинул её в знак протеста против, по его мнению, «антиарабских и реакционных» взглядов и террористических методов Иргуна. Авнери пишет, что покинул организацию после раскола Иргуна на Иргун и Лехи. Группировка, к которой принадлежал Авнери, примкнула к Лехи, которая провозгласила, что станет сражаться с Англией и в ходе Второй мировой войны. Не согласившись с этим, Авнери вышел из организации, хотя, по сведениям израильского журналиста Амнона Лорда, тот ещё в 1941 году в статье в ревизионистском журнале «а-Хевра» («Общество») выражал своё восхищение Гитлером, а после победы СССР над нацистской Германией выбрал себе нового кумира — Сталина.
Единственный брат Авнери, Вернер, спецназовец в британской армии, погиб во время Второй мировой войны во время боев в Эфиопии.
В 1946 году Авнери основал движение «Эрец Исраэль ХаЦаира» («Молодой Израиль»), также известное как «Ба-маавак» («В борьбе»), по имени газеты движения, которую он же и редактировал. Эта группа вызвала крайнее возмущение среди евреев Земли Израиля, поскольку утверждала, что население ишува представляет собой новую азиатскую «ивритскую нацию» — естественного, по мнению Авнери, союзника арабских национально-освободительных движений.

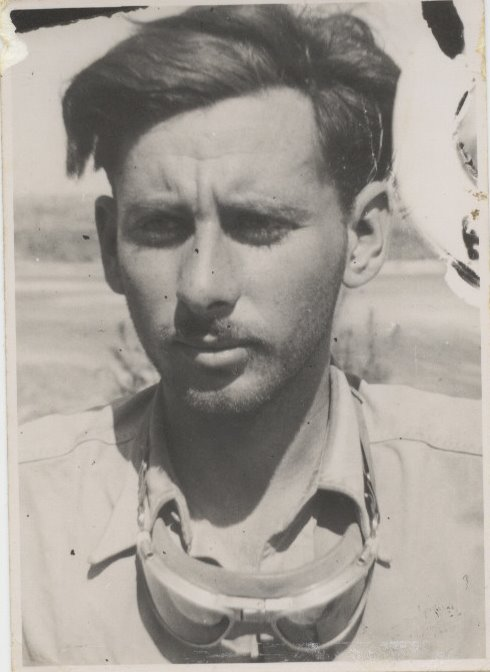
Авнери в 1948 году

Идея сотрудничества арабского и еврейского национально-освободительных движений стала основой мировоззрения Авнери. По его мнению, это было его главным вкладом в израильское политическое мышление. В сентябре 1947 года, перед началом арабо-израильской войны, Авнери опубликовал буклет под названием «Война и мир в Семитском регионе». В нём он призвал к радикально новому подходу — союзу палестинских (ивритских) евреев и арабов с целью освобождения Семитского региона от империализма (Авнери ввел термин Семитский регион вместо термина Ближний Восток, который считал колониалистским). Он призвал создать на Ближнем Востоке «Семитское сообщество» с общим рынком. Отрывки из разосланного в ведущие арабские СМИ буклета Авнери публиковались в некоторых арабских газетах перед началом войны. Но одновременно с подобными статьями в 1947 году он призывал Давида Бен-Гуриона и Игаля Алона к тотальной войне против соседних арабских государств, включая захват Дамаска и Раббат-Аммона.
После начала войны Авнери вступил в армию (бригада Гивати), а затем в качестве добровольца — в моторизованный отряд спецназа «Лисы Самсона», который действовал на египетском фронте. Авнери участвовал в десятках боев, стал командиром отделения, был тяжело ранен у города Ирак аль-Маншия (сейчас Кирьят-Гат). Написал слова ставшей очень популярной в Израиле песни «Лисы Самсона»:

Нас четверо и джип наш мчит, 
А в сердце песенка звучит. 
Дорога пляшет и поет, 
И нас к врагу она ведет.

Пусть услышит Египет эту песню Самсона, 
Он был вестником смерти для филистимлян,
Пусть звучит песнь гранаты и песнь пулемёта, 
И встречает захватчиков белый саван.
Во время войны фронтовые репортажи Авнери печатались в газете Хаарец. После войны они были изданы книгой «В филистимских полях» («In the Fields of the Philistines, 1948»). Эта книга, написанная в стиле ремарковской «На Западном фронте без перемен», стала бестселлером, за короткое время выдержала 10 изданий и переиздавалась в дальнейшем (последний раз в 1998 году).
Некоторое время Авнери был популярен, однако, поняв, что антивоенный призыв его книги не всех воодушевляет, он издал дополнительную книгу под названием «Другая сторона медали» («The Other Side of the Coin»). Эта книга вызвала скандал и власти саботировали её издание.
В 1949 году редактор газеты Хаарец пригласил Авнери для написания передовиц. Однако через год Авнери ушёл оттуда, поскольку ему запрещали свободно выражать свою точку зрения, особенно о незаконной, на его взгляд, конфискации арабских частных земель правительством Бен-Гуриона.

## Журнал «Этот Мир»
В 1950 году Авнери с товарищами купил обанкротившийся семейный журнал «Ха-олам ха-зе» (с ивр. — «Этот мир») и стал его главным редактором. Журнал выходил до 1993 года и был новостным и публицистическим изданием, выражая взгляды агрессивной политической оппозиции и обвиняя израильский истеблишмент в экономической и идеологической коррупции, подавая материалы журналистских расследований обычно в виде сенсации. Официальным девизом журнала была фраза «Без страха. Без предрассудков».
С 1957 года журнал «Ха-олам ха-зэ» стал главным рупором идеи создания «Палестинского государства». Журнал повлиял на формирование мировосприятия существенной части двух поколений молодых израильтян, вызывая как почитание, так и ненависть из-за своей неустанной оппозиции официальному консенсусу практически по всем вопросам. Журнал был трибуной непоколебимой оппозиции Авнери к «националистическому и теократическому Еврейскому государству, созданному Бен Гурионом» (определение Авнери), и пропагандировал идею о необходимости создания в Израиле «современного либерального государства всех граждан вне зависимости от этнического, национального или религиозного происхождения» — чего, по мнению Авнери, в Израиле не было. «Ха-олам ха-зэ» выступал за отделение религии от государства, за права арабского меньшинства, за равенство между евреями европейского и восточного происхождения, за принятие конституции в Израиле, за гражданские права и права женщин.
С 1959 года часть журнала уже представляла собой «жёлтую прессу» и была посвящена бульварным сенсациям, связанным с сексом или основанным на слухам. На задней обложке журнала стали появляться фотографии обнажённых женщин.
Журнал первым опубликовал факты о «Деле Лавона», в ходе которого израильская разведка планировала диверсии в Египте против американских и английских целей, надеясь, свалив их на египетских левых и исламистов, настроить США и Англию против Египта. С начала 1950-х годов журнал выступал за создание Палестинского государства и поддерживал национально-освободительную борьбу арабских стран в Египте, Алжире, Ираке и других местах.
По мнению журналиста Аарона Амира, Авнери «отравил» существенную часть двух поколений израильской молодежи, отклоняя их от традиционных национальных представлений в сторону идеологии «интеграции в Семитский Регион». По мнению организации Гуш Шалом, наиболее важным достижением Авнери за 40 лет издания журнала была медленная смена в израильском коллективном сознании — от полного отрицания существования палестинского народа до определённого признания прав палестинцев и, в результате, — подписания «ословских соглашений».
Глава израильских спецслужб в 1950-х годах Иссер Харель позже вспоминал, что израильский истеблишмент времен Бен Гуриона воспринимал Авнери как «врага номер 1». Бен-Гурион даже не хотел произносить названия журнала Авнери, называя его «некий журнал».
Редакция журнала несколько раз подвергалась нападениям. В офисах редакции и в типографии закладывались бомбы, а некоторые сотрудники были ранены. После того, как Авнери раскритиковал в 1953 году операцию возмездия в иорданской деревне Кибия, устроенную израильской армией, на него было совершено нападение, и ему сломали обе руки. Офис журнала «Ха-олам ха-зэ» и его архив был полностью уничтожен в результате поджога в 1972 году.
Журнал применял тактику длительных общественных кампаний в отношении лиц, подозреваемых в коррупции. Например, он провёл кампанию против Амоса Бен-Гуриона, сына премьер-министра, который занимал пост заместителя главы полиции, и в результате вынужден был подать в отставку. Журнал сыграл ключевую роль в «деле Кастнера» и «деле Лавона». Журнал раскрыл коррупционные махинации председателя центробанка Израиля Ашера Ядина, владельца из крупнейшего частного банка Якова Левинсона, а также историю с кражей археологических находок Моше Даяном.
В 1956 году Авнери с группой единомышленников создал движение «Семитское действие» («Semitic Action»), которое выступало за создание Палестинского государства и образование «израиле-палестино-иорданской» федерации. Несколькими годами позже он основал движение «Израильский комитет за свободный Алжир» и установил связь с лидерами подпольной алжирской группировки ФНО.
Просуществовав более 40 лет, в 1993 году журнал закрылся из-за финансовых трудностей.

## Парламентская деятельность и переговоры с ООП

Авнери и Арафат. Бейрут, июль 1982 года

В 1965 году Авнери создал политическое объединение «Движение — Новая сила», основанное на принципах, пропагандируемых журналом. На выборах в 1965 году движение получило одно место в Кнессете, а в 1969 году — два места. Авнери стал одним из наиболее активных членов Кнессета, произнеся за каденцию более 1000 речей и внеся сотни законопроектов. Появление Авнери в Кнессете вызвало у многих негодование, Голда Меир заявила: «Я готова взойти на баррикады, лишь бы убрать Авнери из Кнессета». Перед выборами в 1969 году Авнери издал книгу «1 против 119-ти» о своей парламентской деятельности.
На 5-й день Шестидневной войны Авнери опубликовал открытое письмо премьер-министру Леви Эшколю, в котором призывал его создать на месте только что захваченных Израилем Иудеи, Самарии и сектора Газа независимое Палестинское государство. С 1967 года это стало его основной идеей, и он посвятил многие речи и законопроекты в Кнессете попытке её осуществления, но долгие годы оставался единственным депутатом, который выступал за эту идею. Свои мысли по поводу Палестинского государства он изложил в книге «Израиль без сионистов» («Israel without Zionists»). В ней он внёс предложение о создании на Западном берегу и в Секторе Газа независимой «Палестинской республики», которая бы входила вместе с Израилем в состав «Палестинской федерации». Книга была раскритикована со стороны ООП, не принимавшей в то время идею двух государств. ООП издала в ответ книгу «Ури Авнери и нео-сионизм»(«Uri Avnery and Neo-Zionism»).
Однако в 1974 году позиция ООП изменилась, и Авнери начал налаживать связи с Арафатом через представителя ООП в Лондоне Саида Хамами. О своих контактах с ООП Авнери сообщал тогдашнему премьеру Ицхаку Рабину. В 1978 за свои переговоры с Авнери Хамами был убит, предположительно радикально настроенными палестинцами из враждебной ООП группировки Абу Нидаля. На Авнери также было совершено покушение в 1975 году, нападавший был признан израильским судом невменяемым. В 1975 году Авнери основал «Израильско-палестинский Мирный Совет» и тайно вел в Лондоне переговоры с представителем ООП.
3 июля 1982 года во время Ливанской войны и осады Бейрута израильскими войсками, Авнери перешёл линию фронта и встретился (в нарушение израильских законов) с Ясиром Арафатом, став первым израильтянином, встретившемся с лидером ООП. Несколько министров высказались за то, чтобы Авнери был предан суду за государственную измену, но дело не получило дальнейшего развития. Мать Ури оставила его за это без наследства, указав в завещании: «Вместо того, чтобы заботиться обо мне, он отправился на встречу с убийцей Арафатом». В 2001 году, когда Арафат был заблокирован Израилем в своей резиденции в Мукате за развязывание террористической войны, Авнери находился там, чтобы, по его выражению, служить Арафату «живым щитом».
В 1977 году Авнери вновь был избран в Кнессет от списка «Шелли» («Левый лагерь Израиля»), включавшего и другие пацифистские группы. В 1979 году на досрочных выборах он вновь получил место в Кнессете, но в 1981 году добровольно уступил его арабскому коллеге по партии. Затем Авнери возглавлял еврейско-арабское движение «Прогрессивный список мира», которое в 1984 году получило 2 мандата, но сам Авнери в Кнессет не пошёл. В 1988 году Авнери полностью отошёл от парламентской деятельности.

## Движение Гуш Шалом
В 1992 году Авнери поддержал на выборах Ицхака Рабина, однако после того, как тот депортировал 415 палестинцев, подозреваемых в связи с исламистскими террористическими организациями, Авнери участвовал в пикете у канцелярии премьер-министра. После этого протеста в 1993 году Авнери создал ультралевую организацию Гуш Шалом (ивр. «корпус мира»‎), в которую вошли многие члены антисионистской организации Мацпен.
Гуш Шалом выступает за прекращения Израилем контроля Западного берега и блокады сектора Газа, считая это «незаконной оккупацией». Утверждает, что Израиль систематически совершает военные преступления, выступает за образование Палестинского государства со столицей в Восточном Иерусалиме и за освобождение палестинских заключенных. Со времени своего создания организация провела сотни демонстраций совместно с палестинскими активистами и экстремистами.

## Личная жизнь
С 1953 года был женат на Рахель Авнери (умерла в 2011 году), родом из Германии, принимавшей активное участие в деятельности Гуш Шалом, лауреате «альтернативной Нобелевской премии мира».
Сообщалось, что Ури Авнери изначально принял осознанное решение не иметь потомства.
Умер 20 августа 2018 года в Тель-Авиве после инсульта.

## Награждения
- Почетное гражданство арабской деревни Абу-Гош за «усилия, направленные на то, чтобы не допустить изгнания его жителей» (1953);
- Лауреат «Премии мира имени Эриха Марии Ремарка» (Оснабрюк, Германия), (1995);
- Почетное гражданство арабской деревни Кфар Касем за «участие в разоблачении совершенных здесь военных преступлений» (1996)
- Аахенская «Премия мира», которой награждены «Гуш Шалом с Ури Авнери», Аахен, (1997);
- «Премия имени Бруно Крайского» за «деятельность в области прав человека», Вена, (1998);
- «Премия Нижней Саксонии» за «деятельность в области прав человека» (1998);
- Палестинская «премия за деятельность в области прав человека», присужденная Палестинским обществом защиты прав человека «Канун» (1998);
- Премия «За достойный образ жизни», Стокгольм (2001);
- Премия Карла фон Осиецкого (Ольденбург, Германия), (2002);
- Премия Льва Копелева (Кёльн, Германия), совместно с Сари Нусейбе, (2003);
- Премия Соколова за «достижения всей жизни в области журналистики», Тель-Авив (2004);
- Премия Маре Нострум «за достижения в области прав человека» (Виареджо, Италия) (2006);
- Благодарственное свидетельство (Certificate of Appreciation) от Махмуда Аббаса «в знак признания Ваших выдающихся усилий по поддержке палестинского народа и мужественной солидарности с ним» (2007);

## Критика
- Моше Фейглин так вспоминает о встрече с Ури Авнери: «„Ты потому любишь арабов, — сказал я в беседе с Ури Авнери — что ты просто ненавидишь евреев“. И Авнери нечего было мне возразить.»[35]

## Современники об Ури Авнери
Амнон Лорд, бывший член редколлегии газеты «Мако́р ришо́н», выпустил книгу «Убийство в среде друзей». Книга основана на интервью и беседах Амнона Лорда с Ури Авнери, а также с его друзьями и соратниками в разные периоды его жизни, и анализом явлений и исторических событий, которые оказали на него сильное влияние, прослеживает зигзаги в мировоззренческой позиции Авнери.
Вот несколько примеров, приведенных в книге Амнона Лорда:
- В 1941 году Ури Авнери (тогда ещё выступавший под именем Йосеф Юстерман) написал статью в ревизионистском журнале «ха-Хевра́» («Общество»), в которой выражал своё восхищение Гитлером, «сумевшим создать новую религию — религию насилия». Авнери-Юстерман был в те годы апологетом «власти сильной руки» в зарождающемся еврейском государстве, и рекомендовал использовать модель захвата власти, разработанную и реализованную Гитлером.
- В 1947 году Ури Авнери, в опубликованных им статьях, призывал Давида Бен-Гуриона и Игаля Алона к тотальной войне против соседних арабских государств, включая захват Дамаска и Раббат-Аммона.
- После победы СССР над нацистской Германией во Второй мировой войне, кумиром Ури Авнери стал Сталин — в течение десятка лет, после Войны за независимость Израиля, Авнери, принявший участие в боях и переживший тяжелое ранение, неожиданно начинал критиковать военачальников ЦАХАЛа и израильских солдат за «зверства израильской агрессии» — одновременно со сменой отношения к Израилю со стороны СССР.
- Ури Авнери признался Амнону Лорду в знакомстве с представителем ТАСС в Израиле, Сергеем Лосевым, и близкой дружбе с Исраэлем Бером — одним из советников Бен-Гуриона, разоблачённым впоследствии как платный агент советской разведки, завербованный её резидентом, Сергеем Лосевым.
- В 1950-е годы Ури Авнери подстрекал руководство партии МАПАМ к бунту против Давида Бен-Гуриона и военному перевороту.
- Начиная с 1970 года, Ури Авнери регулярно собирал и передавал информацию о настроениях в политических кругах Израиля канцлеру Австрии, Бруно Крайскому, через пресс-атташе посольства Австрии в Тель-Авиве, Барбару Тауфер, пользовавшуюся дипломатической почтой.
- В 1980-е годы Ури Авнери завязал тесные связи с руководством ООП, лично с Ясиром Арафатом и начал кампанию против «израильской оккупации палестинских территорий».
- В 1990-е годы он стал одним из основоположников идеологии пост-сионизма.
- в 2000-е годы он поддержал в Израиле кампанию делегитимации еврейского национального государства, начатую европейскими левыми политическими кругами[36].

## Статьи и книги Ури Авнери
- Еженедельные статьи Ури Авнери на русском языке
- Правда против Правды. Взгляд Ури Авнери на палестино-израильский конфликт (рус.).
- Сайт организации Гуш-Шалом на русском языке
- Сайт Ури Авнери на немецком языке (нем.)
- Колонка Ури Авнери на сайте Гуш Шалом (англ.)
- Спор Исраэля Шамира с Ури Авнери
- «Другая сторона медали»
- Ури Авнери: без «русских» мира не будет (недоступная ссылка)